# Carnavalesque
 (janvier 2022).

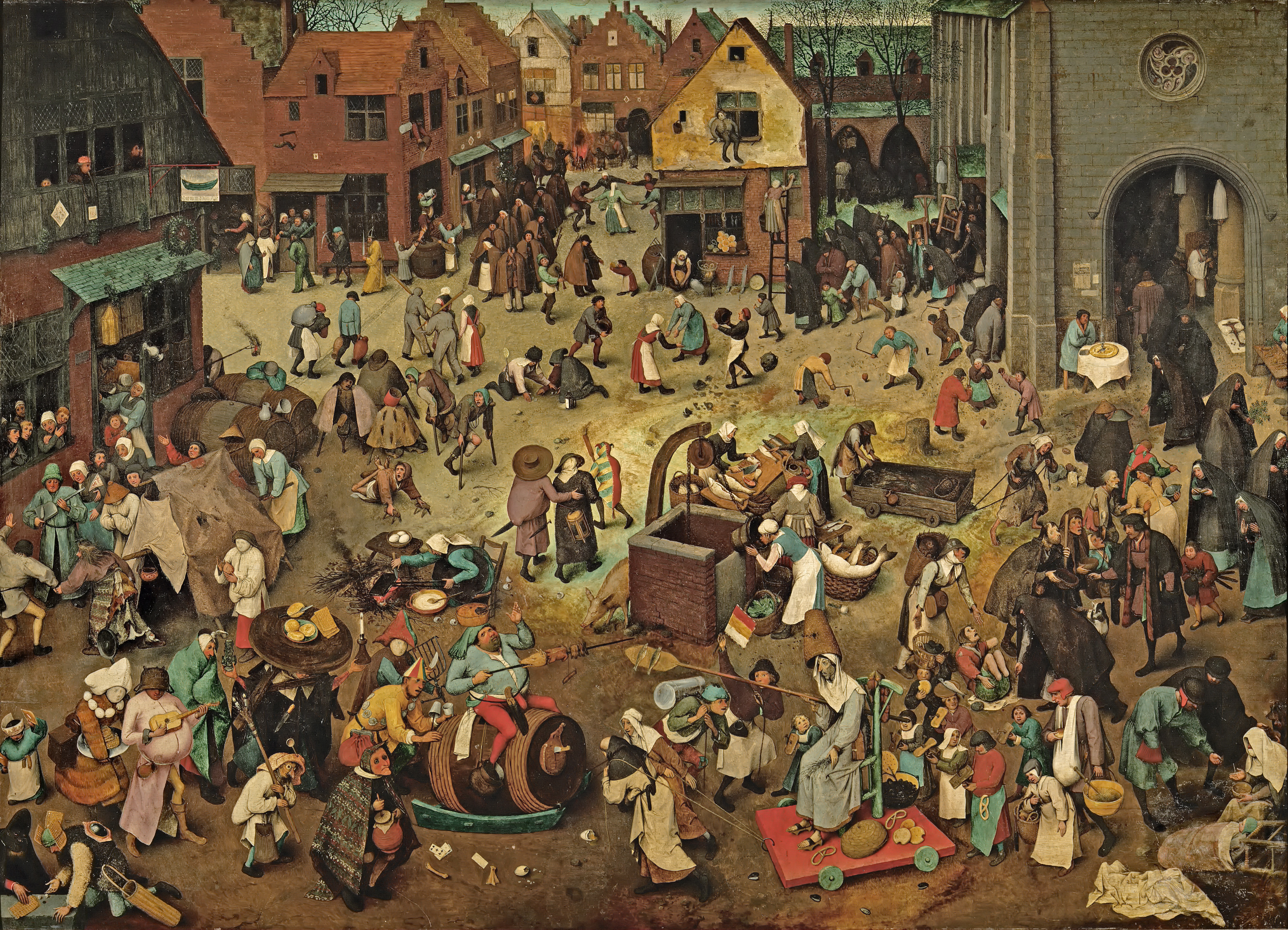
Peinture de Pieter Brueghel.

Dans un sens courant, l'adjectif carnavalesque désigne ce qui a trait au carnaval : « un défilé carnavalesque ». Ce terme est cependant aussi employé en sciences humaines comme concept d'analyse de certains phénomènes sociaux.

## Le carnavalesque chezMikhaïl Bakhtine
Dans son ouvrage L'œuvre de François Rabelais et la culture populaire au Moyen Âge et sous la Renaissance, le théoricien littéraire Mikhaïl Bakhtine lui a donné un sens plus large et plus profond : le carnavalesque désigne dans cet essai un renversement temporaire des hiérarchies et des valeurs dont le carnaval fournit un exemple particulièrement frappant. Il répond à un processus de carnavalisation, processus qu'André Belleau, spécialiste de la question, a défini en ces termes : « la carnavalisation désigne l'inscription dans la littérature dite ‘‘cultivée’’ de la culture populaire envisagée comme vision globale du monde ».
Selon Bakhtine, le carnaval au Moyen Âge, loin de n'être qu'une manifestation folklorique, était une des expressions les plus fortes de la culture populaire, en particulier dans sa dimension subversive. C'était l'occasion pour le peuple de renverser, de façon symbolique et pendant une période limitée, toutes les hiérarchies instituées entre le pouvoir et les dominés, entre le noble et le trivial, entre le haut et le bas, entre le raffiné et le grossier, entre le sacré et le profane… Ce renversement général des valeurs culminait dans l'élection d'un roi du carnaval remplaçant symboliquement et temporairement l'autorité en place (Victor Hugo en a conservé la trace dans son roman Notre-Dame de Paris où le bossu difforme Quasimodo est élu de façon grotesque pape des fous).
Ainsi, écrit Bakhtine, « cela nous autorise à utiliser l'adjectif « carnavalesque » dans une acception élargie désignant non seulement les formes du carnaval au sens étroit et précis du terme, mais encore toute la vie riche et variée de la fête populaire au cours des siècles et sous la Renaissance, au travers de ses caractères spécifiques représentés par le carnaval à l'intention des siècles suivants, alors que la plupart des autres formes avaient soit disparu, soit dégénéré ».
S'intéressant déjà au carnavalesque dans La Poétique de Dostoïevski, il décrit le rite d'intronisation-détronisation (résumé en in-détronisation) du renversement comme une composante du roman polyphonique. Les images y sont alors de « nature ambivalente », s'inscrivant toujours sur deux plans de nature contraire, pour lui assurer sa complexité et sa « relativité joyeuse ». « Le principe du rire et de la sensation carnavalesque du monde qui sont à la base du grotesque détruisent le sérieux unilatéral et toutes les prétentions à une signification et à une inconditionnalité située hors du temps » affirme-t-il à nouveau dans L'œuvre de François Rabelais.
 (juin 2024).
- Si vous ne connaissez pas le sujet, laissez ce bandeau (vous pouvez alors contacter les auteurs).
- Si vous supprimez le contenu mis en cause (vous pouvez préalablement contacter les auteurs),

argumentez précisément cette suppression dans la page de discussion
(un manque de référence n'est pas un argument ; une recherche réelle de référence doit avoir été effectuée, être formellement documentée).
La notion de carnavalesque permet à Bakhtine de décrire l'analogie qu'il perçoit entre la culture populaire de l'époque et l'œuvre de François Rabelais ; mais il n'explicite pas le mécanisme de cette analogie. En effet, François Rabelais ne s'adressait pas directement à un public populaire (à l'époque majoritairement illettré, même s'il existait des lecteurs publics) mais à des lecteurs cultivés pour qui la Sorbonne par exemple représentait une éminente autorité théologique et intellectuelle, contre laquelle pouvait alors s'exercer la satire de Rabelais. Il est donc difficile de décider si l'œuvre de François Rabelais doit être comprise comme une « expression » ou un « reflet » de la culture populaire, ou si l'écrivain se sert à des fins propres de certaines formes de la « culture populaire » pour attaquer par exemple les « sorbonnards ». Les idées de Bakhtine, qui connaissent aujourd'hui un grand succès dans les études littéraires francophones, mériteraient sans doute un réexamen critique, notamment par une recontextualisation sociale du carnaval au Moyen Âge, et du sens qui lui est donné au XVe siècle. D'autre part une étude de la position sociale de François Rabelais au sein du champ littéraire de son époque, fournirait probablement des explications complémentaires à la présence d'une dimension « carnavalesque » dans son œuvre.